# Quarna Sotto
Quarna Sotto ist eine Gemeinde in der italienischen Provinz Verbano-Cusio-Ossola (VB) in der Region Piemont.

## Lage und Einwohner
Quarna Sotto liegt 24 km südwestlich von der Provinzhauptstadt Verbania entfernt und umfasst eine Fläche von 16,04 km². Der Ort liegt auf einer Höhe von 802 m ü. dem M. und hat 377 Einwohner (Stand 31. Dezember 2023).
Die Nachbargemeinden sind Nonio, Omegna, Quarna Sopra, Valstrona und Varallo Sesia.

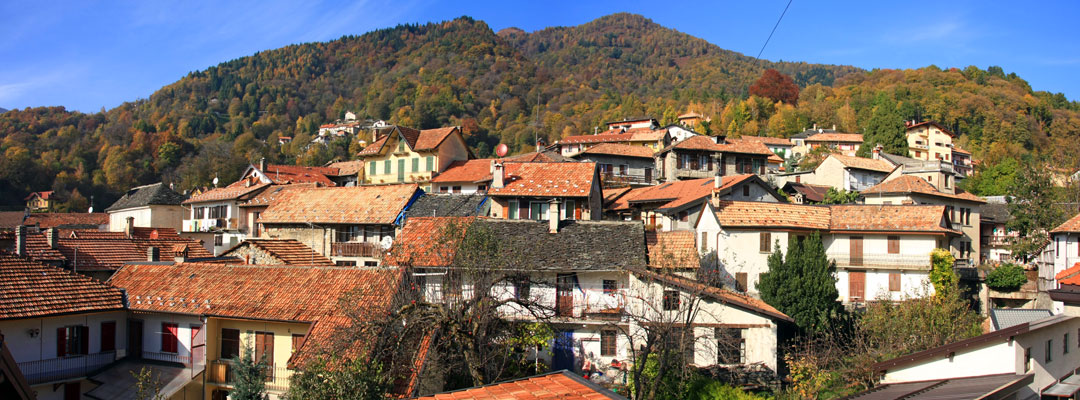
Quarna Sotto

## Sehenswürdigkeiten

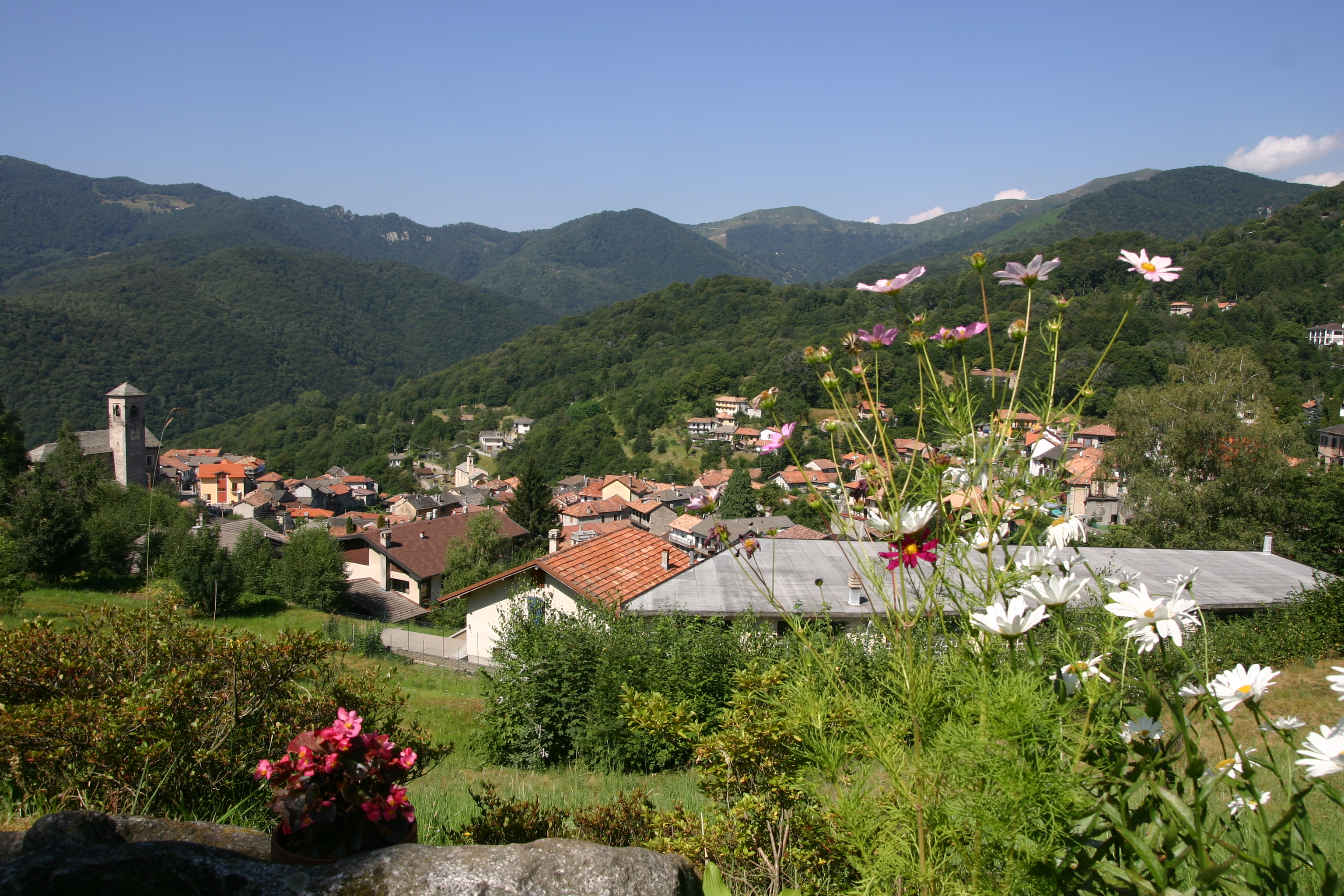
Quarna Sotto

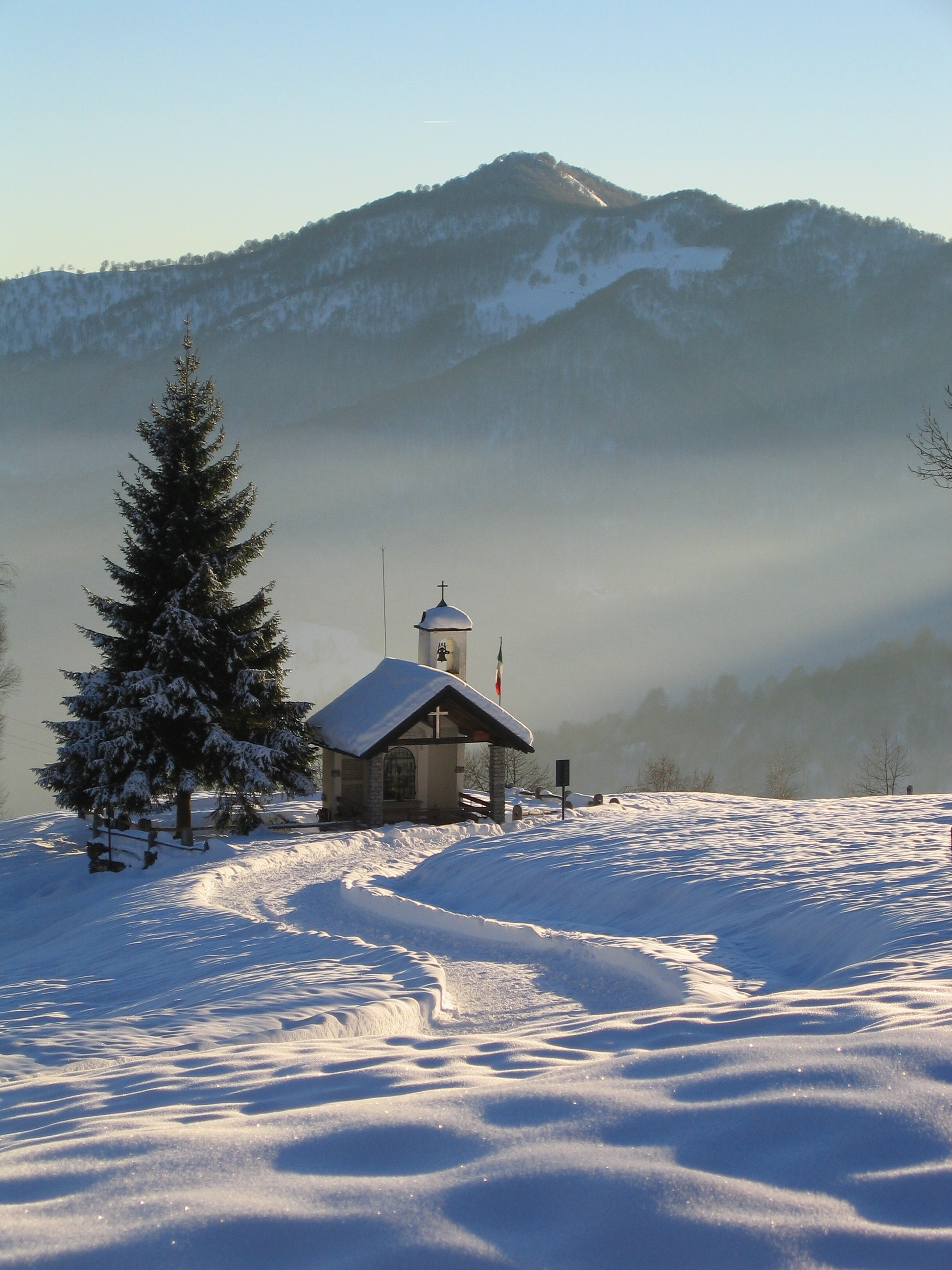
Oratorium San Rocco im Alp Camasca

- Pfarrkirche San Nicolao die im 18. Jahrhundert auf den Fundamenten eines anderen bereits existierenden Sakralbaus erweitert wurde. Im Inneren ragt der Hochaltar aus polychromem Marmor heraus; bemerkenswert ist auch die Orgel, Werk von Luigi Maroni Biroldi aus Varese (1837).
- Oratorium del Saliente wurde zu Beginn des 19. Jahrhunderts von Giovanni Avondo mit Fresken versehen.
- Museo Etnografico e dello Strumento Musicale a Fiato in dem Musikinstrumente ausgestellt sind und die handwerklichen Techniken des Bauens veranschaulicht werden.

## Camasca Alm
1970 wurde die Kutschfahrt zur Camasca, der größten und schönsten Alm des Quarna Sotto, fertiggestellt. Er ist ein traditioneller Ort der Festlichkeiten von San Rocco. Bis 1944 verbrachte hier ein großer Teil der Bevölkerung von Quarna Sotto die Sommermonate. Die Alm ist von zahlreichen Wanderwegen durchzogen, darunter der Aufstieg zur Massa del Turlo und zum Monte Croce.

## Persönlichkeiten
- Carlo Casanova (* 21. Juni 1871 in Crema; † 11. Mai 1950 in Quarna Sotto), italienischer Maler und Kupferstecher